# Gustaf Emanuel Johansson
Gustaf Emanuel Johansson (pseudonym: "Gej"), född 25 november 1884 i Ölme församling i Värmland, död 4 november 1959 i Karlstad, var en svensk kompositör och sångtextförfattare.
Johansson skrev bland annat texten till den kända vandringsången I sommarens soliga dagar. Han arbetade som kontorist. Johansson är begraven på Ruds kyrkogård i Karlstad.